# ایسالمی
ایسالمی (به لاتین: Iisalmi) یک شهرک در فنلاند است که در ساوونیای شمالی واقع شده‌است. این شهرک در سال ۲۰۱۷ میلادی دارای ۲۱٬۶۷۵ نفر جمعیت بوده‌است.

## خواهرخوانده
شهرهای لونبورگ، وورو، نیشوپینگ و Guldborgsund Municipality خواهرخوانده‌های ایسلامی هستند.